# 米尔福德 (特拉华州)
米爾福德（英語：Milford）是美國特拉华州肯特縣和蘇塞克斯縣的一個城市，為米斯皮林河分為南北兩部份。面積14.5平方公里。根據美國2000年人口普查，人口6,732人。
1807年2月5日設市。